# Vinaya Pitaka
Le Vinaya Pitaka (sanskrit et pali), « La Corbeille de la Discipline » ou « La Collection de la Discipline », est la première des trois divisions du canon pali (Tipitaka) sur laquelle se base le courant bouddhiste theravada. Elle traite du vinaya (discipline monastique) et contient les règles principales (patimokkha) et additionnelles, le récit des circonstances dans lesquelles elles ont vu le jour, les sanctions en cas d’infraction, des commentaires et quelques suttas.

## Divisions du Vinaya Pitaka
- Suttavibhanga :
  - Mahavibhanga : patimokkha des moines (bhikkhu) et origine de leurs 227 règles
  - Bhikkhunivibhanga : patimokkha des moniales (bhikkhunî) et origine de leurs 311 règles.
- Khandhaka : 
  - Mahavagga : règles additionnelles, conseils généraux concernant la conduite, sutras relatant les activités du Bouddha après son illumination, son premier sermon dans le parc aux daims, des informations sur certains des disciples principaux ;
  - Cullavagga : conduite monastique et sanctions en cas d’infraction.
- Parivara : récapitulation des sections précédentes selon différents points de vue pour l’instruction.

## Autres versions
Le Tipitaka est en général considéré comme proche du premier canon bouddhique couché par écrit au Ier siècle av. J.-C. Les canons mahayana et vajrayana s’en écartent très nettement en ce qui concerne les parties soutras et commentaires, du fait de l’ajout important de nouveaux textes. La partie concernant la discipline est celle qui a subi le moins de transformations. On en connaît actuellement cinq versions complètes, en dehors de la version theravada décrite ci-dessus.
Deux sont en usage
- Dul-ba, Vinaya Pitaka de l’école Mulasarvastivada, traduit en tibétain, en usage dans le courant vajrayana ; il comprend les sections suivantes :

Vinayavastu, deux Pratimokshasutras (moines et moniales), deux Vinayavibhangas (moines et moniales), Pratimokshasutra, Vinayavibhanga, Vinayakshudrakavastu, Vinayottaragrantha
- Sìfēnlǜ 四分律[2], Vinaya Pitaka de l’école Dharmaguptaka, traduit tout d’abord en chinois, en usage dans le courant mahayana (Chine, Corée, Vietnam et école japonaise Ritsu) ; il comprend les sections suivantes :

deux Bhikshuvibhanga (moines et moniales), Skandhaka, Samyuktavarga, Vinayaikottara
Trois ne sont plus utilisés
- Shísònglǜ 十誦律[3], Vinaya Pitaka de l’école Sarvastivada traduit en chinois :

Bhikshuvibhanga, Skandhaka, Bhikshunivibhanga, Ekottaradharma, Upaliparipriccha, Ubhayatovinaya, Samyukta, Parajikadharma, Sanghavasesha, Kusaladhyaya 
- Wǔfēnlǜ 五分律[4], Vinaya Pitaka de l’école Mahisasaka traduit en chinois :

Bhikshuvibhanga, Bhikshunivibhanga, Skandhaka 
- Móhēsēngjìelǜ 摩訶僧戒律[5], Vinaya Pitaka de l’école Mahasanghika traduit en chinois :

Bhikshuvibhanga, Bhikshunivibhanga, Skandhaka 
Il existe également des fragments d’autres versions dans divers langages.

### Traductions
- (en) Thomas William Rhys Davids et Hermann Oldenberg, Vinaya texts, Oxford, The Clarendon Press, 1881-1885, 3 vol. Vol.1 Vol.2 Vol.3. Internet Archive.
- (en) Isaline B. Horner, 1938-1966
  - Bhikkhu-vibhanga ou Mahâvibhanga
  - Bhikkhuni-vibbhanga
  - Khandhaka (chap. 1-10 : Mahâvagga ; chap. 11-22 : Cullavagga)
  - Parivara ou Parivârapâtha

### Études
- Jeffrey Thanissaro, The Buddhist Monastic Code, Bagkok, 1993. (Les 227 règles).
- moine Dhamma Sâmi, Le manuel du bikkhu. Les 227 règles du pâtimokkha, les points essentiels du vinaya, comment devenir bhikkhu ? quel est le rôle du bikkhu, Dhammadâna, 2° éd. 2003.